# Ganocapsus filiformis
Ganocapsus filiformis är en insektsart som beskrevs av Van Duzee 1912. Ganocapsus filiformis ingår i släktet Ganocapsus och familjen ängsskinnbaggar. Inga underarter finns listade i Catalogue of Life.